# NGC 5140
NGC 5140 est une vaste galaxie lenticulaire située dans la constellation du Centaure. Sa vitesse par rapport au fond diffus cosmologique est de 4 159 ± 29 km/s, ce qui correspond à une distance de Hubble de 61,3 ± 4,3 Mpc (∼200 millions d'al). NGC 5140 a été découverte par l'astronome britannique John Herschel en 1834.
NGC 5140 est possiblement une galaxie LINER, c'est-à-dire une galaxie dont le noyau présente un spectre d'émission caractérisé par de larges raies d'atomes faiblement ionisés. Selon la base de données Simbad, NGC 5140 est une galaxie à noyau actif.
À ce jour, six mesures non basées sur le décalage vers le rouge (redshift) donnent une distance de 38,417 ± 4,044 Mpc (∼125 millions d'al), ce qui est à loin l'extérieur des valeurs de la distance de Hubble. Notons que c'est avec la valeur moyenne des mesures indépendantes, lorsqu'elles existent, que la base de données NASA/IPAC calcule le diamètre d'une galaxie et qu'en conséquence le diamètre de NGC 5140 pourrait être d'environ 73,0 kpc (∼238 000 al) si on utilisait la distance de Hubble pour le calculer.

## Groupe d'IC 4296
Selon A. M. Garcia, NGC 5140 fait partie du groupe d'IC 4296. Ce groupe de galaxies compte au moins 15 membres, dont NGC 5114, NGC 5193, NGC 5215A, NGC 5215B, IC 4296 et IC 4299.